# Jacksonville Jaguars 1999
La stagione 1999 dei Jacksonville Jaguars è stata la 5ª della franchigia nella National Football League. Il wide receiver Jimmy Smith stabilì i record di franchigia per ricezioni e yard ricevute in una stagione. I Jaguars terminarono col miglior record della loro storia, 14-2. Entrambe quelle sconfitte nella stagione regolare furono contro i Tennessee Titans, che poi li eliminarono nella finale della AFC.
Il club assunse l'ex allenatore dei Carolina Panthers Dom Capers come coordinatore difensivo. Sotto la sua direzione, la squadra passò dal 25º posto del 1998 al 4º del 1999 nella difesa totale. I 13,6 punti subiti a partita furono invece il miglior risultato della lega.

## Calendario

### Stagione regolare
| Stagione regolare |                    |                        |                    |                    |
| Turno             | Data               | Avversario             | Risultato          | Pubblico           |
| 1                 | 12/9/1999          | San Francisco 49ers    | V 41–3             | 68,678             |
| 2                 | 19/9/1999          | at Carolina Panthers   | V 22–20            | 64,261             |
| 3                 | 26/9/1999          | Tennessee Titans       | S 20–19            | 61,502             |
| 4                 | 3/10/1999          | at Pittsburgh Steelers | V 17–3             | 57,308             |
| 5                 | 11/10/1999         | at New York Jets       | V 16–6             | 78,216             |
| 6                 | 17/10/1999         | Cleveland Browns       | V 24–7             | 62,047             |
| 7                 | Settimane di pausa | Settimane di pausa     | Settimane di pausa | Settimane di pausa |
| 8                 | 31/10/1999         | at Cincinnati Bengals  | V 41–10            | 49,138             |
| 9                 | 7/11/1999          | at Atlanta Falcons     | V 30–7             | 68,466             |
| 10                | 14/11/1999         | Baltimore Ravens       | V 6–3              | 67,391             |
| 11                | 21/11/1999         | New Orleans Saints     | V 41–23            | 69,772             |
| 12                | 28/11/1999         | at Baltimore Ravens    | V 30–23            | 68,428             |
| 13                | 2/12/1999          | Pittsburgh Steelers    | V 20–6             | 68,806             |
| 14                | 13/12/1999         | Denver Broncos         | V 27–24            | 71,357             |
| 15                | 19/12/1999         | at Cleveland Browns    | V 24–14            | 72,038             |
| 16                | 26/12/1999         | at Tennessee Titans    | S 41–14            | 66,641             |
| 17                | 2/1/2000           | Cincinnati Bengals     | V 24–7             | 70,532             |

### Playoff
| Playoff          |      |                  |           |          |
| Turno            | Data | Avversario       | Risultato | Pubblico |
| Divisional       | 15/1 | Miami Dolphins   | V 62–7    | 75,173   |
| AFC Championship | 23/1 | Tennessee Titans | S 33–14   | 75,206   |